# 마르가리타 마리아 알라코크
성녀 마르가리타 마리아 알라코크(라틴어: Sancta Margarita Maria Burgunda, 1647년 7월 22일 - 1690년 10월 16일)는 프랑스 가톨릭교회의 수녀이자 신비가이며, 예수 성심에 대한 신심을 퍼뜨리는데 크게 일조하였다. 1864년 교황 비오 9세에 의해 시복되고, 1920년에는 교황 베네딕토 15세에 의해 시성되었다. 축일은 10월 16일이다.

## 유년 시절
마르가리타 마리아 알라코크는 1647년 6월 22일 프랑스 샤롤레 지방 베로브르의 루트쿠르에서 클로드 알라코크와 필리베르트 라멩의 딸로 태어났다. 어릴 때부터 성체에 대한 신심이 남달리 뛰어났으며 혼자서 조용히 기도하는 것을 좋아했다. 9세에 첫 영성체를 한 후, 류머니스성 열에 걸려 4년 동안 침상에 누워 지냈다. 그동안 그녀는 자기 가슴에 예수의 이름을 새기는 등 엄격한 신체적 고행을 비밀리에 실천하였다. 그리고 성모 마리아에게 만약 완쾌되면 꼭 수도자로 하느님에게 자신을 봉헌하겠다는 서원을 하고 열심히 전구를 청하였다. 그러자 신기하게도 병이 순식간에 치유되어 완쾌되었다고 한다.

## 환시
하루는 기도 중에 예수 그리스도의 환시를 목격하였는데, 당시 그녀는 단순한 환각으로 치부해버렸다. 그러자 예수 그리스도가 다시 한 번 그녀 앞에 나타나 과거 그녀가 자신을 하느님에게 봉헌하겠다는 서원을 한 것을 상기시키며 그녀에 대한 사랑으로 자신의 성심이 사랑으로 가득 찼다고 말하였다. 그리고 그녀에게 자신에게 한 서원을 잊어버린 것을 책망하였다. 이 같은 체험을 한 마르가리타 마리아 알라코크는 1671년 5월 25일 파레르모니알에 있는 성모 마리아 방문 수녀회 소속 수녀원에 입회하여 수도 서원을 한 후 수녀가 되었다. 당시 그녀의 나이 24세 때의 일이었다.

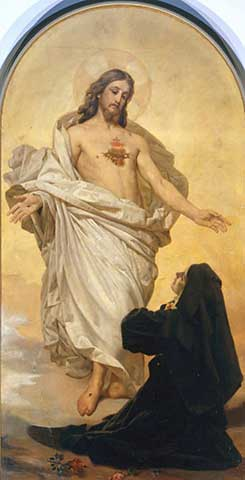
성녀 마르가리타 마리아 알라코크에게 발현한 예수 그리스도

수녀가 된 지 3년째 되던 해인 1673년 12월 27일, 그녀는 다시 한 번 그리스도의 계시를 받았다. 어느날 기도에 몰두하고 있던 그녀에게 예수 그리스도가 나타나 위에는 십자가가 있고 주위에는 가시관이 둘러있는, 사랑의 불꽃으로 타오르는 자신의 성심을 보여주면서 “보라! 사람들을 이렇듯 사랑하였고, 그들에게 이렇듯 많은 은혜를 베풀었건만 이 무한한 사랑에 대해 오직 배은망덕만 당하는 이 성심을! 내 성심은 망각과 무관심 그리고 무례를 견디고 때로는 특별한 사랑의 유대로써 내 성심과 밀접히 결합된 이들로부터 이 모든 능욕을 당한다.”라고 말하였다. 그리고 성체 성혈 대축일로부터 일주일이 지난 후 금요일을 예수 성심을 공경하는 축일(예수 성심 대축일)로 정하고, 그날 영성체하는 것은 물론 제대 위에 성체를 현시함으로써 예수 성심이 받은 불경을 배상하기 위하여 엄숙히 보상 행위를 하도록 명하였다. 그리고 예수 성심을 다른 사람들에게도 공경하도록 권하는 모든 사람에게 자신의 사랑을 부어줄 것을 약속하였다. 또한 그녀는 매주 목요일 밤마다 한 시간 동안 겟세마니 동산에서 예수 그리스도가 겪었던 고통의 시간을 묵상하라는 계시를 받았다. 그리하여 오늘날 모든 가톨릭 신자들은 첫 번째 목요일 밤마다 한 시간 동안 본당에서 성시간을 갖는다.
마르가리타 마리아는 환시를 통해 받은 그리스도의 계시를 따르려고 노력하였지만, 그녀의 진정성을 의심한 주변 수녀들의 의심으로 많은 어려움을 겪었다. 그러다 마침내 수녀원의 장상인 소메즈 수녀로 하여금 자신이 받은 계시가 진실임을 입증하여 믿게 만들었다. 하지만 다른 수녀들과 신학자들은 그녀가 체험했다는 환시를 확신하지 못하고 여전히 믿지 못하였다. 마르가리타 마리아는 한때 수녀원의 고해 사제였던 클라우디오 드 라 콜롬비에르 신부의 지지를 받았는데, 그는 마르가리타 마리아 수녀가 정말로 하느님의 계시를 받았다고 보았다. 1683년 새 수녀원장으로 선출된 멜랭 수녀가 마르가리타 마리아 수녀를 보호하고 그녀를 지지한다고 천명함으로써 공동체 수녀들은 더 이상 마르가리타 마리아를 험담하지 않게 되었다. 마르가리타 마리아는 나중에 수련장이 되었으며 그녀의 수녀원에서는 이후 예수 성심 축일을 거행하게 되었다. 그로부터 2년 후인 1686년에는 예수 성심에게 봉헌된 경당이 파레르모리알에 세워지게 되었다.

## 죽음과 시성
마르가리타 마리아는 얼마 후 병에 걸려 1690년 10월 17일 43세를 일기로 선종하였다. 마르가리타 마리아의 선종 후, 그녀의 예수 성심 신심은 예수회에 의해 기리어졌으며, 교회 내에서 여러 가지 논쟁이 이어지다가 그녀의 사후 75년이 지난 후에야 교회로부터 공식적인 인준을 받았다. 1824년 3월 교황 레오 13세에 의해 가경자로 선포되었으며, 1864년 9월 18일 교황 비오 9세에 의해 복녀로 시복되었다. 1830년 6월 시성 조사를 위해 마르가리타 마리아의 무덤이 꺼내져 공개되었다. 그녀의 부패되지 않은 유해의 일부는 파레르모리알의 경당에 있는 제대 밑에 안치되었다.
마르가리타 마리아는 1920년 교황 베네딕토 15세에 의해 시성되었으며, 1929년 그녀가 선종한 날인 10월 16일을 로마 전례력 안에 포함시켰다.

## 같이 보기
- 예수 성심
- 성시간
- 성체 현시